# Alice Lorraine Daly
 (août 2019).
Si vous disposez d'ouvrages ou d'articles de référence ou si vous connaissez des sites web de qualité traitant du thème abordé ici, merci de compléter l'article en donnant les références utiles à sa vérifiabilité et en les liant à la section « Notes et références ».
Pour les articles homonymes, voir Daly.
Alice Lorraine Daly, née le février 1883 dans le Minnesota et morte le 16 octobre 1945, est une éducatrice américaine, suffragette, politicienne, militante pour le droit des travailleurs et pacifiste dans le Dakota du Sud.
Elle se présente au poste de gouverneur en 1922 et recueille plus d'un quart des votes.

## Biographie

### Premières années
Alice Lorraine Daly nait au Minnesota. Elle est la fille de George H. Daly et Mary Ellen Egan. Elle grandit à Saint Paul dans le Minnesota et fait ses études à l'université du Minnesota avec quelques cours supplémentaires à l'Emerson College of Oratory (établissement d'enseignement supérieur d'art oratoire Emerson) de Boston.

### Carrière
Daly est enseignante à Pocatello dans l'Idaho dans ses jeunes années et est l'une des cadres de l'association des professeurs de l'Idaho (Idaho State Teachers’ Association). En 1915 elle déménage à Madison dans le Dakota du Sud pour y occuper un poste de professeure dans une école normale. Cette année-là, elle fait un discours lors de la grande réunion publique du Dakota organisée pour discuter de la question du droit au suffrage. En 1916, elle devient présidente de la section local du comté de Lake de la Ligue pour le droit de vote universel (Universal Franchise League) et commence à voyager à travers l'État pour y faire des discours en soutien à la cause du droit de vote des femmes. En 1918 elle rencontre avec Belle Leavitt William Jennings Bryan lors d'une visite à Sioux Falls. En 1919, elle devient la première femme à faire un discours au sénat du Dakota du Sud.
Daly est la présidente de la section locale du Dakota du Sud du Parti féminin pour la paix ( Woman's Peace Party), et représente cet État au Congrès International (International Congress of Women), qui a lieu à La Haye en 1915. Après l'accession des femmes au droit de suffrage, elle milite dans la League of Women Voters, dans l'Association Chrétienne des Jeunes Femmes (YWCA), et, pendant la Première Guerre mondiale, pour la Croix-Rouge américaine ainsi que pour d'autres organisations dédiées à l'aide des populations lors des guerres. Elle assiste à la Conférence panaméricaine sur la question des femmes (Pan-American Conference of Women) en 1922, et donne son avis à partir de son expérience personnelle au Congrès lors d'une séance d'écoute d'avis extérieurs alors que la discussion portait sur la possible adoption de ce qui devint la loi de 1920 sur la marine marchande (Merchant-Marine Act of 1920). Elle y défend l'idée que cette loi favoriserait les intérêts marchands aux dépens du sort des fermiers.
Daly se présente, en 1920, à l'élection pour le poste de surintendante de l'État du Dakota du Sud chargée de l'instruction publique. En 1922, elle se présente à l'élection pour le poste de gouverneur du Dakota du Sud sous l'étiquette de la Ligue non-partisane (Nonpartisan League). Elle choisit le slogan de campagne : « Good Housekeeping in Government. » (« Tenir le gouvernement comme l'on tient un ménage »). Elle est parfois appelée la première femme candidate au poste de gouverneur aux États-Unis. En 1922 elle explique qu'elle ne fait pas campagne contre une personne en particulier. Elle décrit sa campagne comme une campagne contre certaines conditions de vie, contre les faiblesses du système économique vétuste de l'époque et en faveur d'un système de financement plus moderne basé sur le crédit, la propriété et la gestion publique. La Confrérie des conducteurs de trains (Brotherhood of Locomotive Engineers) lui accorde son soutien. La direction de cette confrérie transmet le message à ses adhérents que Daly est la seule candidate à être réellement l'amie du peuple. Le journal The Railroad Telegrapher écrit à destination des syndiqués du rail que : « mademoiselle Daly était entière, déterminée et courageuse, une amie de tous ceux qui désiraient bâtir un monde sûr pour les travailleurs des fermes, des magasins, des usines, du rail et des mines ». Elle recueille plus de 46 000 votes et finit troisième. Elle est choisie pour être candidate à l'élection au Congrès en 1925 (mais elle refuse cette nomination). Elle dirige le Farmer-Labor Party (Parti Fermier-Ouvrier) du Dakota du Sud pendant de nombreuses années.
Elle est, à un âge plus avancé, éditrice de la South Dakota Free Press et gère un immeuble d'habitations à Aberdeen dans le Dakota du Sud

### Vie privée
On a dit[Qui ?] que Daly avait été fiancée au gouverneur de l'Idaho, James H. Brady , de 1911 à 1913. Ils ne se marièrent jamais. Elle mourut en 1945, à l'âge de soixante-deux ans.